# Chrząszczewko

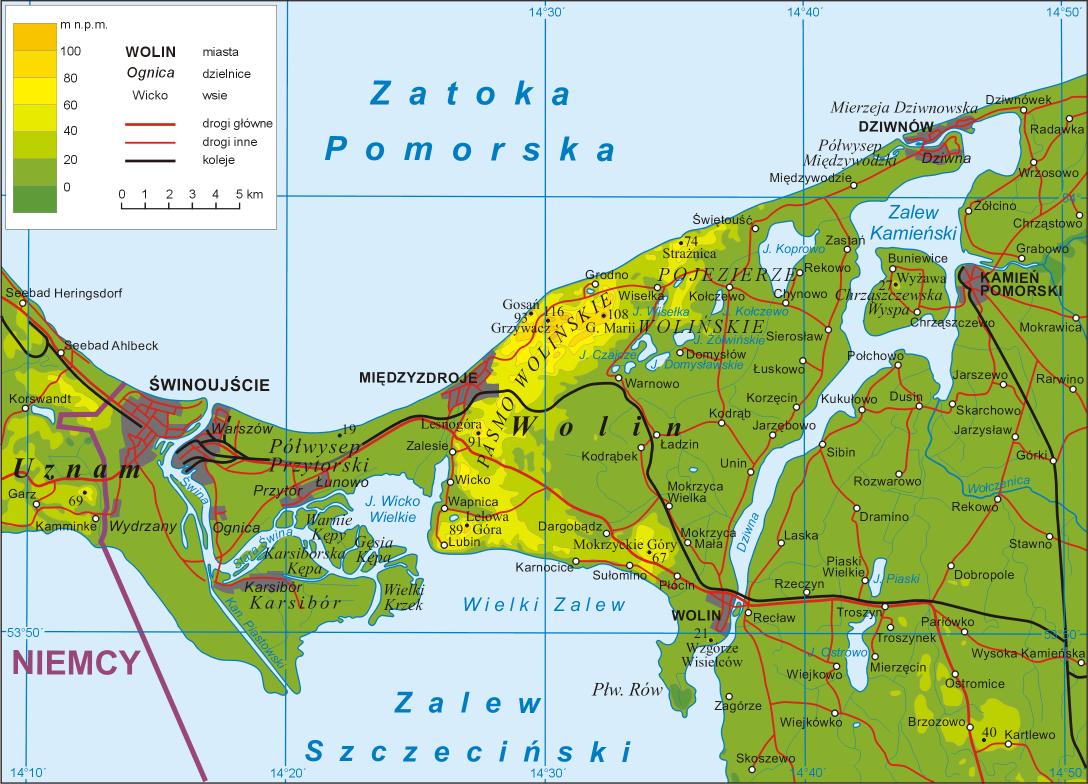
Mapa wyspy Wolin i Chrząszczewskiej

Chrząszczewko – kolonia w Polsce położona w województwie zachodniopomorskim, w powiecie kamieńskim, w gminie Kamień Pomorski. Chrząszczewko leży na Wyspie Chrząszczewskiej na Zalewie Kamieńskim.
W latach 1954–1959 w granicach miasta Kamienia Pomorskiego.
W latach 1975–1998 miejscowość administracyjnie należała do województwa szczecińskiego.